# 이른
이른(1995년 ~)은 대한민국의 가수다. 2021년 싱글 [아는 척]으로 정식 데뷔했다.

## 방송
- 더 팬 (2018) - Top8(7위)

## 음반
- 아는 척 (2021)

## 기타 활동
- 2016년 프리즈몰릭 싱글 《Full House》 <Welcome To My House> 피처링
- 2017년 프라이머리 EP 《신인류》 <미지근해> 작사, 작곡, 피처링
- 2017년 Ayul EP 《The OutComes;》 <Luhh> 작사, 작곡, 피처링
- 2018년 정세운 EP 《AFTER》 <IRONY> 작곡
- 2018년 HD BL4CK 정규 1집 《Liberation》 <Lay Me Down> 작사, 작곡